# Błękitna laguna (film 1949)
Błękitna laguna (ang. The Blue Lagoon) – brytyjski film przygodowy z 1949 roku w reżyserii Franka Laundera z Jean Simmons i Donaldem Houstonem w rolach głównych. Scenariusz oparto na powieści Błękitna laguna Henry’ego De Vere Stacpoole’a.

## Obsada
- Jean Simmons jako Emmeline Foster
- Donald Houston jako Michael Reynolds
- Susan Stranks jako młoda Emmeline
- Peter Rudolph Jones jako młody Michael
- Noel Purcell jako Paddy Button
- James Hayter jako dr Murdock
- Cyril Cusack jako James Carter
- Nora Nicholson jako pani Stannard
- Maurice Denham jako kapitan
- Philip Stainton jako pan Ansty
- Patrick Barr jako drugi oficer
- Lyn Evans jako Trotter
- Russell Waters jako Craggs
- John Boxer jako Nick Corbett
- Bill Raymond jako Marsden

## Fabuła
XIX wiek. Na południowym Pacyfiku dochodzi do katastrofy brytyjskiego statku. Z życiem uchodzi dwójka dzieci: Emmeline Foster i Michael Reynolds oraz stary marynarz Paddy Button. Po kilku dniach dryfowania po morzu docierają do brzegu tropikalnej wyspy. Niestety jakiś czas później Paddy umiera i pozostawia dzieci zupełnie same. Choć od tego momentu są zdane wyłącznie na siebie, udaje im się przetrwać dzięki pomysłowości oraz obfitości darów natury.
Mijają lata w czasie których stają się dojrzałymi młodymi ludźmi, a ich wzajemne, dotychczas siostrzano-braterski relacje zmieniają się w namiętność, a następnie miłość. Na świat przychodzi też ich syn. Pomimo tego, że nie mają ślubu postanawiają żyć jak mąż i żona, by zaspokoić swoją samotność. Jednakże ich spokój przerywa pojawienie się dwóch handlarzy pereł, którzy do ich połowu wykorzystują dzieci.
To przypomina Emmeline o świecie zewnętrznym. Obawiając się o los dziecka, które zostanie samo kiedy oboje z Michaelem umrą, chce opuścić wyspę i zapewnić mu lepszą przyszłość. Początkowo niechętny temu pomysłowi Michael w końcu ulega jej argumentom. Budują niewielką łódź i odpływają z wyspy. Zostają jednak unieruchomieni na środku oceanu, gdzie doznają hipotermii. Odnajduje ich brytyjski statek, ale ich dalszy los pozostaje niewyjaśniony.

## Produkcja
Film był remake’m czarno-białego, niemego obrazu nakręconego w 1923 roku w Wielkiej Brytanii, niedługo po premierze powieści Stacpoole’a. Jego reżyserami byli wówczas W. Bowden i Dick Cruickshanks, a w rolach głównych wystąpili Molly Adair i Dick Cruickshanks. Zdjęcia do nowej wersji filmu kręcono na Fidżi, wyspach Yasawa, Pinewood Studios, Iver Heath i Buckinghamshire. Donald Houston odtwarzający rolę Michaela został wyłoniony spośród 5000 kandydatów. Z kolei w przesłuchaniu do roli Emmeline brała udział Marilyn Monroe. Na potrzeby filmu wymyślono również dwójkę złych handlarzy, którzy pierwotnie nie pojawiają się w powieści.
Film, którego premiera odbyła 1 października 1949 roku, zajął siódme miejsc wśród najpopularniejszych produkcji w Wielkiej Brytanii w 1949 roku.